# Wolfgang Overath
Wolfgang Overath (29 de setembre de 1943 a Siegburg, Alemanya) fou un futbolista alemany.

## Trajectòria

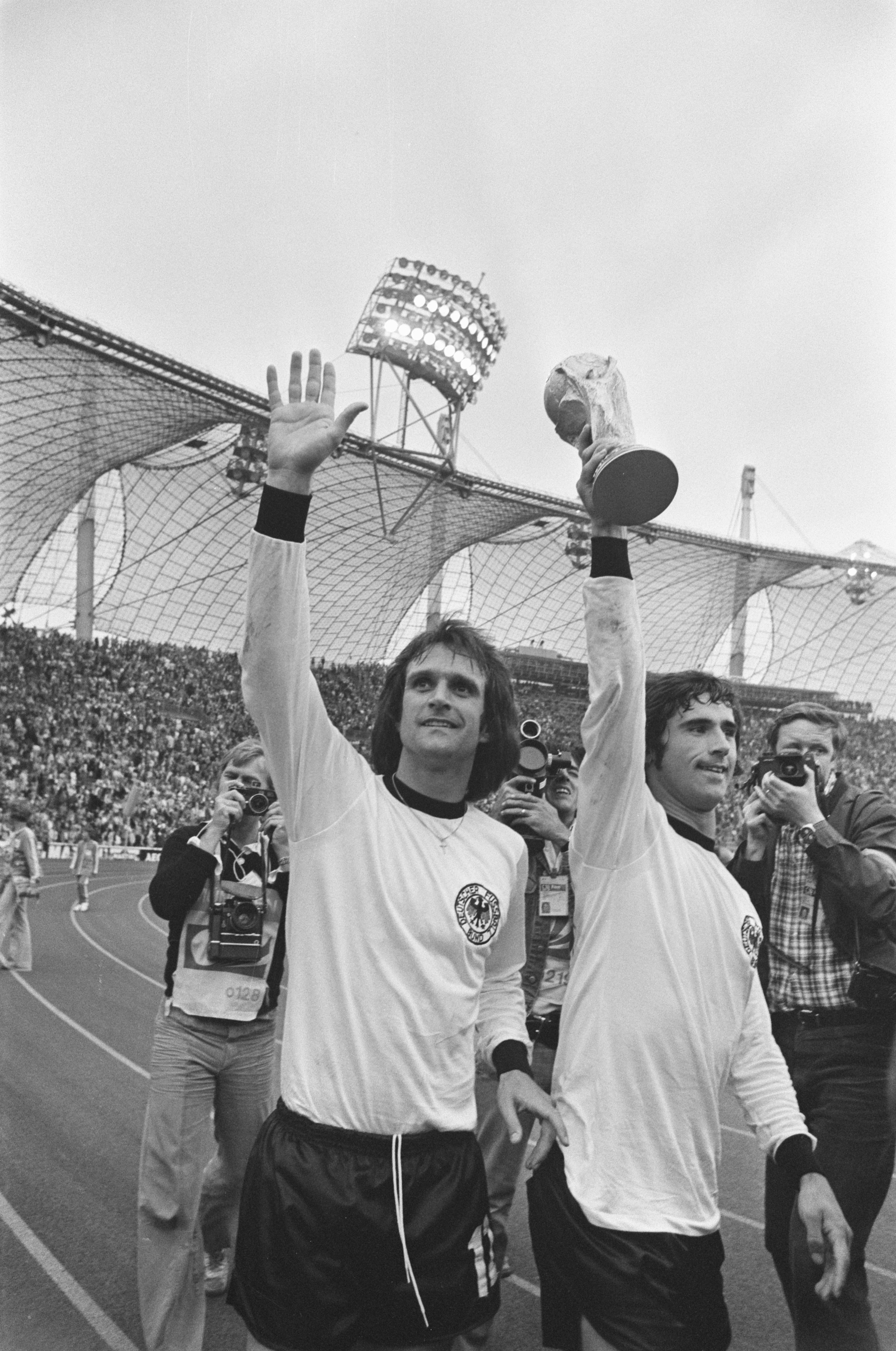
Overath (esquerra) i Gerd Müller.

Jugava de centrecampista. Començà en el modest club SSV Siegburg, però la major part de la seva trajectòria transcorregué a l'1. FC Köln, amb el qual jugà 765 partits entre 1962 i 1977 i marcà 287 gols. Va guanyar la Bundesliga el 1964 i la Copa el 1968, amb dues amb el Colònia.
Fou 81 cops internacional entre 1963 i 1974, on marcà 17 gols. Representà el seu equip en tres Copes del Món els anys 1966, 1970 i 1974, culminant amb el triomf en aquesta darrera edició. A més, en les altres dues edicions fou segon i tercer respectivament. L'arribada de Günter Netzer li barrà el pas a seguir sumant internacionalitats amb la selecció.
L'any 2004 fou elegit president del 1. FC Köln.